# Pedro Aznar

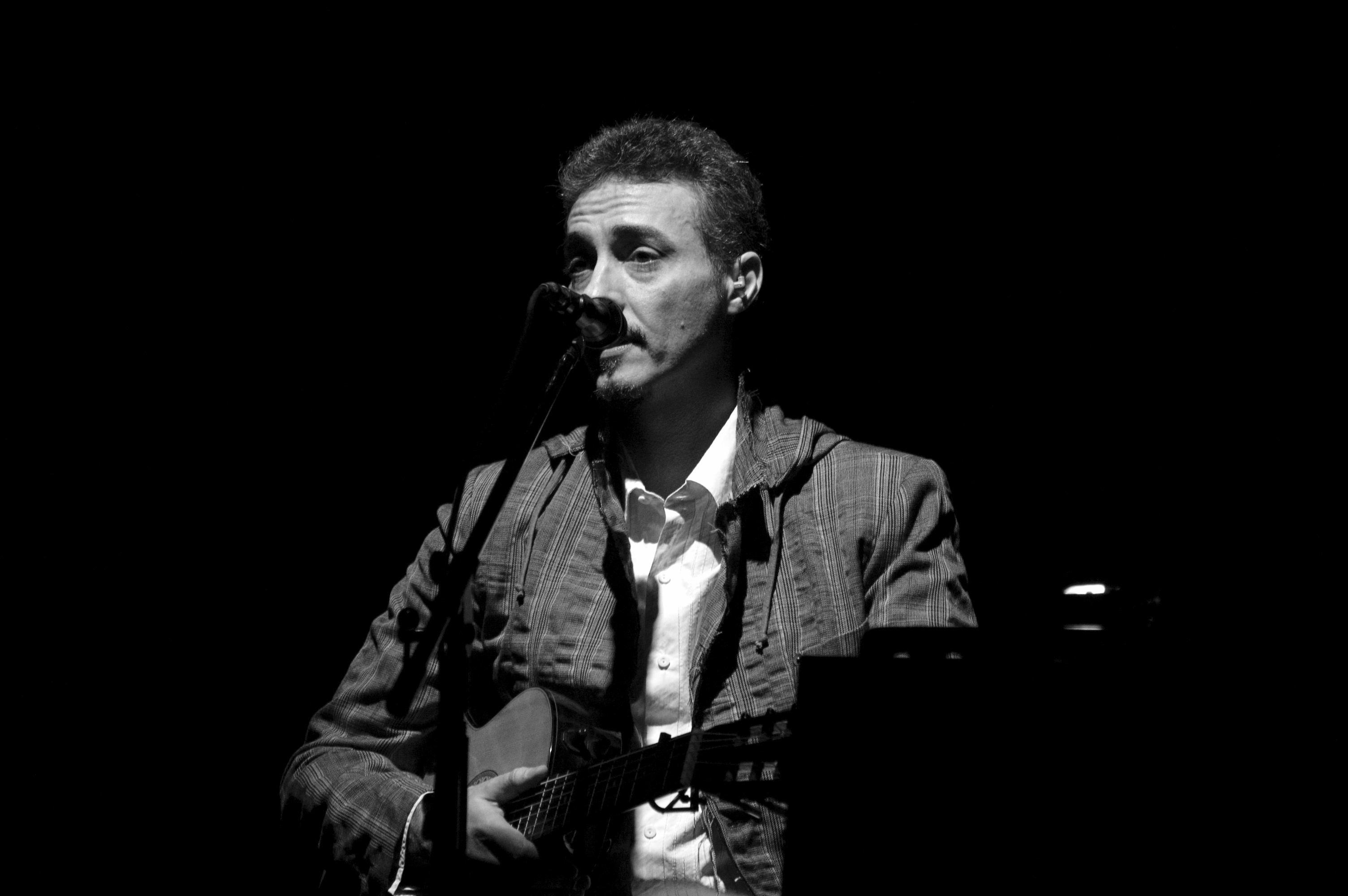
Pedro Aznar

Pedro Aznar (ur. 23 lipca 1959 w Buenos Aires) – argentyński muzyk i wokalista.
Studiował grę na gitarze klasycznej, fortepianie, elektrycznej i akustycznej gitarze basowej oraz instrumentach perkusyjnych na uczelniach w Buenos Aires oraz Berklee College of Music w Bostonie. W 1978 r. założył grupę Serú Girán, wykonującą latynoamerykańską muzykę pop (zespół istniał do 1982 r.). W 1983 r. dołączył do Pat Metheny Group, gdzie był multiinstrumentalistą, wokalistą oraz autorem lub współautorem kilku utworów. Z zespołem tym nagrał albumy: First Circle, Letter from Home i The Road to You (wszystkie wyróżnione nagrodami Grammy) oraz The Falcon and the Snowman (muzyka do filmu pod tym samym tytułem).
W latach 1986 i 1991 nagrał wspólnie z Charly Garcíą dwie płyty Tango i Tango 4, które zyskały status platynowych, a druga z nich – nagrodę ACE Argentyńskiego Związku Krytyków za najlepszy rockowy album roku. Tworzył muzykę filmową, na tym polu zdobywając wyróżnienia i nagrody, jak również komponował muzykę baletową, teatralną oraz do przedstawień i wydarzeń muzycznych. W 1992 r. wydał tom poezji, zatytułowany Pruebas de Fuego. W 1993 r. skomponował oraz wykonał w duetach z Mercedes Sosą i Caetano Veloso piosenki, które ukazały się na sponsorowanym przez UNICEF albumie, z którego dochód przeznaczony był na akcję „dzieci mają prawa”.
Łącznie wydał kilkanaście płyt solowych oraz z muzyką filmową, gościnnie uczestniczył w nagraniach kilkudziesięciu innych albumów.

## Wybrana dyskografia
- 1982 – Pedro Aznar
- 1984 – Contemplacion
- 1986 – Fotos De Tokyo
- 1999 – Cuerpo Y Alma
- 2003 – Parte de Volar
- 2004 – Mudras Canciones de a Dos
- 2004 – Cuando La Lluvia Te Bese Los Pies
- 2004 – Huellas en la Luz
- 2005 – Aznar Canta a Brasil
- 2006 – Caja de Musica
- 2006 – En Vivo